# Overspel (televisieserie)
Overspel is een Nederlandse thrillertelevisieserie van Frank Ketelaar van de VARA. De titel is ontleend aan het wederzijdse overspel van de fotografe Iris Hoegaarde (Sylvia Hoeks) met de advocaat Willem Steenhouwer (Fedja van Huêt). Andere hoofdrollen worden vervuld door Kees Prins, Ramsey Nasr, Rifka Lodeizen en Guido Pollemans. Het eerste seizoen, uitgezonden vanaf 8 september 2011, bestaat uit twaalf afleveringen.
Naar aanleiding van de goede ontvangst werd meteen getekend voor een tweede seizoen van tien nieuwe afleveringen van vijftig minuten, die vanaf 26 oktober 2013 te zien waren bij de VARA. De kern van hoofdrolspelers is dezelfde gebleven en de nieuwe gezichten zijn onder anderen Sophie van Winden, Kees Boot, Mike Reus en Frederik Brom. Nog voordat het tweede seizoen begon kondigde de VARA een derde seizoen aan. Dat werd in het najaar van 2015 uitgezonden en was het eind van de serie.

## Opstart en ontvangst
De VARA brengt elk televisieseizoen een thrillerserie op de buis. Na formats als Bureau Kruislaan, Unit 13, Ernstige Delicten, Vuurzee en Deadline werd begin 2010 groen licht gegeven voor de opnames van Overspel.
Al meteen na de eerste uitzending werd Overspel verkocht aan de Vlaamse zender VTM. In najaar 2013 maakte de Amerikaanse zender ABC een eigen versie, genaamd Betrayal. Hiermee is het de tweede serie die naar de Verenigde Staten gaat, na Penoza.

### Prijzen en nominaties
| Jaar | Seizoen | Nominatie           | Categorie                       | Persoon          | Resultaat |
| ---- | ------- | ------------------- | ------------------------------- | ---------------- | --------- |
| 2012 | 1       | Gouden Notekraker   | Televisie                       | Kees Prins       | Winnaar   |
| 2012 | 1       | Gouden Notekraker   | Televisie                       | Sigrid ten Napel | Nominatie |
| 2012 | 1       | Zilveren Krulstaart | Beste scenario tv-serie         |                  | Winnaar   |
| 2012 | 1       | Gouden Kalf         | Beste acteur in televisiedrama  | Kees Prins       | Nominatie |
| 2012 | 1       | Gouden Kalf         | Beste actrice in televisiedrama | Rifka Lodeizen   | Winnaar   |
| 2012 | 1       | Gouden Kalf         | Beste televisiedrama            |                  | Winnaar   |
| 2013 | 2       | Gouden Kalf         | Beste acteur in televisiedrama  | Fedja van Huêt   | Nominatie |

## Seizoen 1
De ambitieuze fotografe Iris Hoegaarde is getrouwd met officier van justitie Pepijn van Erkel. Samen hebben ze een zoon. Via haar werk als fotografe komt Iris in contact met advocaat Willem Steenhouwer. Het duurt niet lang voordat de twee een affaire beginnen. Steenhouwer is werkzaam voor zijn schoonvader Huub Couwenberg, een bouwondernemer die verdacht wordt van louche zaken. Het Openbaar Ministerie, met name Pepijn van Erkel, probeert een zaak tegen hem te krijgen. Wanneer Willem en Iris dit ontdekken, groeien ze nog meer naar elkaar toe.

## Seizoen 2
Steenhouwer en Hoegaarde proberen een nieuw leven op te bouwen. Dan verdwijnt Steenhouwer na een confrontatie met Couwenberg, een ruzie en vervolgens een zelfmoordpoging van Elsie.

## Seizoen 3
Couwenberg zit in de gevangenis voor chantage van wethouder Royackers. Maar hij is niet veroordeeld voor alles wat hij zijn voormalige advocaat heeft aangedaan. Dit onrecht vreet aan Steenhouwer, terwijl hij probeert een gewoon leven op te bouwen met Hoegaarde. Hij lijkt zijn kans op recht te krijgen als de mysterieuze Anna zich meldt, die ook een grote wrok tegen zijn grote vijand lijkt te hebben. Ondertussen is de familie Couwenberg in rep en roer omdat zoon Björn in het huwelijk wil treden met een hoertje van wie hij denkt dat ze echt verliefd op hem is.

## Rolverdeling

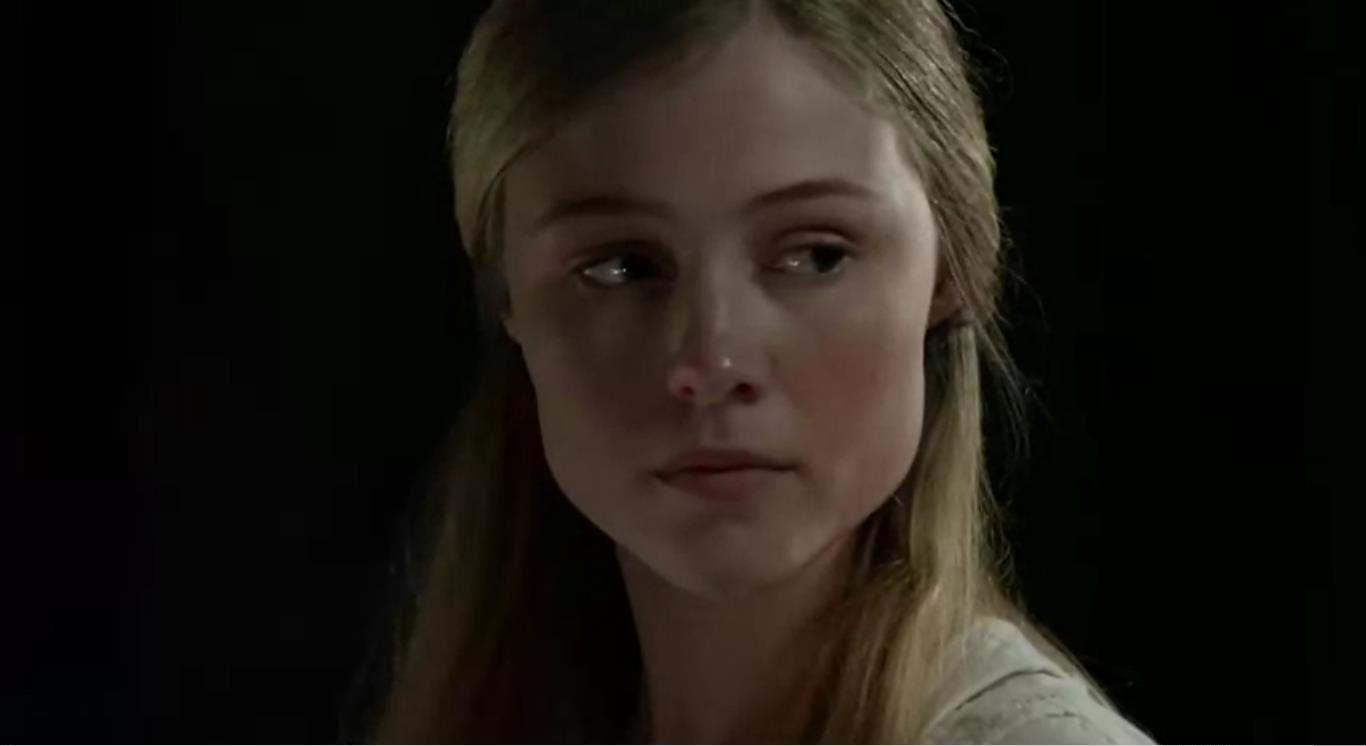
Ten Napel in Overspel (2013)

| Acteur               | Personage                    | Aantal afleveringen | Aantal afleveringen | Aantal afleveringen | Aantal afleveringen | Aantal afleveringen |
| Acteur               | Personage                    | S1                  | S2                  | S3                  | Totaal              |                     |
| -------------------- | ---------------------------- | ------------------- | ------------------- | ------------------- | ------------------- | ------------------- |
| Sylvia Hoeks         | Iris Steenhouwer-Hoegaarde   | 12                  | 10                  | 10                  | 32                  |                     |
| Kees Prins           | Huub Couwenberg              | 12                  | 10                  | 10                  | 32                  |                     |
| Guido Pollemans      | Björn Couwenberg             | 12                  | 10                  | 10                  | 32                  |                     |
| Rifka Lodeizen       | Elsie Couwenberg             | 12                  | 10                  | 10                  | 32                  |                     |
| Jeffrey Hamilton     | Marco Steenhouwer            | 12                  | 10                  | 10                  | 32                  |                     |
| Sigrid ten Napel     | Marit Steenhouwer            | 12                  | 10                  | 10                  | 32                  |                     |
| Fedja van Huêt       | Willem Steenhouwer           | 12                  | 8                   | 10                  | 30                  |                     |
| Ramsey Nasr          | Pepijn van Erkel †           | 12                  | 10                  | 8                   | 30                  |                     |
| Bert Luppes          | Joachim Lampe †              | 10                  | 8                   | 4                   | 22                  |                     |
| Frederik Brom        | Martin Royackers             |                     | 10                  |                     | 10                  |                     |
| Sophie van Winden    | Caya Middelburg              |                     | 10                  |                     | 10                  |                     |
| Trudy de Jong        | Beppie Karelse               | 8                   | 1                   |                     | 9                   |                     |
| Thekla Reuten        | Anna Eckhardt                |                     |                     | 10                  | 10                  |                     |
| Vanja Rukavina       | Alex Eckhardt                |                     |                     | 10                  | 10                  |                     |
| Yannick van de Velde | Reinier Smit                 |                     |                     | 10                  | 10                  |                     |
| Britte Lagcher       | Marianne 'Wendy' Liekerk     |                     |                     | 8                   | 8                   |                     |
| Redmar Siegertsz     | Menno van Erkel              | 12                  | 10                  | 10                  | 32                  |                     |
| Kenneth Herdigein    | Ben Mengeling                | 11                  | 7                   | 10                  | 28                  |                     |
| Sabrina van Halderen | Jill                         | 8                   |                     | 7                   | 15                  |                     |
| Herman Bolten        | Wim Holtrop                  | 11                  |                     |                     | 11                  |                     |
| Harpert Michielsen   | Joost Bachman                | 2                   |                     | 8                   | 10                  |                     |
| Elisa Beuger         | Secretaresse Mariel          | 7                   | 3                   |                     | 10                  |                     |
| Mohammed Azaay       | Mo Bazhouri                  | 10                  |                     |                     | 10                  |                     |
| Marleen Scholten     | Christine Meerdink           | 10                  |                     |                     | 10                  |                     |
| Anna Raadsveld       | Rosie Hartman                | 10                  |                     |                     | 10                  |                     |
| Ali Ben Horsting     | Raimy Bocal                  |                     | 10                  |                     | 10                  |                     |
| Kees Boot            | Mike van Loon                |                     | 9                   |                     | 9                   |                     |
| Alexandra Alphenaar  | Esther de Bruin              |                     | 9                   |                     | 9                   |                     |
| Mimoun Oaïssa        | Barouk Mourabit              |                     | 8                   |                     | 8                   |                     |
| Mike Reus            | Jim, leider politieonderzoek |                     | 7                   |                     | 7                   |                     |
| Michel Sluysmans     | Gevangenispsycholoog         |                     | 7                   |                     | 7                   |                     |
| Renée Fokker         | Linda Fallaux                | 6                   |                     |                     | 6                   |                     |
| Stefan Lazarov       | Dimitri                      |                     | 6                   |                     | 6                   |                     |
| Marcel Faber         | Alferink                     |                     |                     | 5                   | 5                   |                     |
| Chris Tates          | Van Coevorden                |                     |                     | 5                   | 5                   |                     |
| Kuno Bakker          | Pieter de Ruiter             | 4                   |                     |                     | 4                   |                     |
| Nanette Drazic       | Mireille †                   | 4                   |                     |                     | 4                   |                     |
| Hidde Maas           | Louis Karelse †              | 2                   |                     |                     | 2                   |                     |
| Mandela Wee Wee      | Politiefotograaf             |                     |                     | 2                   | 2                   |                     |

 = Hoofdrol
 = Bijrol

## Muziek
- Tijdens de beginleader van de serie klinkt The Tracks of My Tears, een Motown-nummer uit 1965 van Smokey Robinson & The Miracles.
- Muziek uit 2e helft jaren 60 en 1e helft jaren 70 is een belangrijk verhaalmotief. In elke aflevering, op een voor hem cruciaal moment, trekt Huub Couwenberg zich terug om op zijn platenspeler een hitsingle uit die periode te draaien.
- Op de soundtrack stond onder meer het nummer FRESH! van T.I.M., de rockband van Koos van Dijk.

### Muziek uit de serie
Een overzicht van de muziek die in Overspel te horen is.

#### Seizoen 1
- Home Is Where the Heart Is – Gladys Knight & the Pips
- Papa Was a Rollin' Stone – The Temptations
- Nights In White Satin – The Moody Blues
- Storm and Thunder – Earth & Fire
- The Tracks of My Tears – Smokey Robinson & The Miracles (titelsong)
- Child in Time – Deep Purple
- New York Mining Disaster 1941 – Bee Gees
- Sebastian – Cockney Rebel
- Riders on the Storm – The Doors
- When You Are a King – White Plains
- These Dreams – Jim Croce

#### Seizoen 2
- Tears in the Morning – The Beach Boys
- White Rabbit – Jefferson Airplane
- Since I Fell for You – Lenny Welch
- Scarborough Fair – Simon & Garfunkel
- Monday, Monday – The Mamas and the Papas
- I'd Rather Go Blind – Etta James
- Yesterday When I Was Young – Charles Aznavour
- Albatross – Fleetwood Mac
- I've Got Dreams to Remember – Otis Redding
- Need Your Love So Bad – Fleetwood Mac
- Georgia on My Mind – Ray Charles
- Black Sabbath – Black Sabbath
- Time in a Bottle – Jim Croce
- Dazed and Confused – Led Zeppelin
- Where Do You Go To (My Lovely) – Peter Sarstedt
- Disney Girls – The Beach Boys

#### Seizoen 3
- Crying - Roy Orbison
- Walk on the Wild Side (Lou Reed) - Lou Reed

## Afleveringen
12 steden, 13 ongelukken · Alles draait om geld · Bergen Binnen · Büch's Boeken · Buitenhof ** · Bureau Kruislaan · Cabaret & Co · Comedytrain presenteert · Deadline · Dr. Ellen · Ernstige Delicten · Factor Giel · Gebak van Krul · GIEL · Herexamen · Hoe bestaat het · Hof van Joosten · Hollands Hoop · In goed gezelschap · Is dat eigenlijk wel zo? · Jules Unlimited · Kanniewaarzijn · Kassa · Kassa 3 · Kinderen geen bezwaar · Kinderen voor Kinderen · Kopspijkers · Kun je het al zien? · Het Lagerhuis · Langs de Leeuw · Langs Sint en De Leeuw · De leugen regeert · Lieve Paul · Lieve Paul & Sint · MaDiWoDoVrijdagshow · De Mega Mike & Mega Thomas Show · Mooi! Weer De Leeuw · Mooi! Weer de Sint · Nieuwslicht · NOVA * · Oppassen!!! · Overspel · Panache · PAU!L · PAU!L en Sint! · Pauls Kadoshow · Pauls Puber Kookshow · Pauw & Witteman · Per Seconde Wijzer · Sint & De Leeuw · Shouf Shouf! · The Sopranos · Stellenbosch ** · Studio Spaan · Thank God It's Friday · Twee voor twaalf · Unit 13 · De verrukkelijke 85 · Vroege Vogels TV · Vuurzee · Waltz ** · De Wereld Draait Door · De wereld van Boudewijn Büch · Wie steelt mijn show? · X De Leeuw · Zembla

*: In samenwerking met NPS en NOS     **: In samenwerking met AVROTROS en VPRO